# شهرداری نرتا
شهرداری نرتا (به لاتین: Nereta Municipality) یک شهرداری در لتونی است. شهرداری نرتا ۴٬۴۲۵ نفر جمعیت دارد.